# 夢屋まさる
夢屋 まさる（ゆめや まさる、1998年4月2日 - ）は、日本の元お笑いタレント。サンミュージックプロダクションに所属していた。
2022年4月以降は、本名の鈴木 優としてテレビ朝日のコンテンツ制作・ビジネス部門に所属して番組制作に携わっている。

## 来歴
東京都出身。身長175cm、血液型A型。お茶の水女子大学附属小学校、慶應義塾中等部、慶應義塾高等学校、慶應義塾大学経済学部を卒業。
子役を経て、高校2年生だった2016年に「パラノーマル」という男女お笑いコンビで第6回笑顔甲子園（愛媛県新居浜市）決勝に出場し、サンミュージックのマネージャーにスカウトされたことから現サンミュージックプロダクションに所属することとなった。また、慶應義塾大学お笑い道場O-keisにも所属していた。
2022年1月29日、3月31日をもってサンミュージックを退所し、芸能界を引退することを発表した。引退後は社会人として新しい道を歩むという。
3月27日、最初で最後の単独ライブ『ルビンの壺』を東京ユーロライブにて開催した。
同年4月にテレビ朝日にコンテンツ制作・ビジネス部門の社員として入社。

## 芸風
主に1人コント。鳥居みゆきの芸風に似ていると言われたことがある。養成所には通っていない。事務所に入る前は日本赤軍やオウム真理教、北朝鮮など危ないと言われるネタをしていた。本人曰く、このようにブラック系のネタが好きで「最初は、今でいうハリウッドザコシショウさんのようなタイプのネタをやりたかった」ということだったが、そのようなネタをやってもテレビには全く出られなかったことと、サンミュージックに入ったことで変わっていき「今は尖ったものをやろうという気持ちは全く無い」という。
『ぐるナイ おもしろ荘2019 若手にチャンスを頂戴！今年も誰か売れてSP!!』（日本テレビ）で、ジェンダーレス男子のキャラクターできゃりーぱみゅぱみゅの曲『原宿いやほい』に乗せて「パンケーキ食べたい、パンケーキ食べたい、パンケーキ食べたい」と歌うネタが話題になり、テレビ出演が増える。
このネタが思い付いたのは2018年の10月頃、『おもしろ荘』のオーディションに向けて喫茶店でネタを考えていた時で、店内のポスターに『期間限定のパンケーキ』を見かけて、きゃりーぱみゅぱみゅの曲を聴きながら「あーお腹すいたな。パンケーキ食べたいなー。パンケーキ食べたい…」と思い続けていたら、こう言ったリズムネタが出来たという。

## 人物
漢字検定2級と英検準2級の資格を持っている。
趣味はアニメ観賞、ウィンドウショッピング、メイク。特技は卓球、写真の加工、お菓子作り。中日ドラゴンズのファンで、お気に入りの選手は英智。
パンケーキのネタでブレイクした反面で、自身は炭水化物類をあまり食べないという。

## 出演

### テレビ
- 占いTV（金曜日準レギュラー、中継芸人）- 2018年3月まで
- 受験恋愛リアリティーショー勝負の夏! 〜先生、勉強も恋も教えてください〜 - 2018年7月 - 2019年3月

## 担当番組
テレビ朝日にて、鈴木優として制作に携わっている番組。
- ジェシカ美術部（2023年4月5日 - 2024年3月27日、企画・構成）[15]

## 著書
- パンケーキ食べたいの人です。本当はもなか食べたい。（エッセイ、宝島社　2019年11月25日出版）